# Atletism la Jocurile Olimpice de vară din 1996
Probele sportive de atletism la Jocurile Olimpice de vară din 1996 s-au desfășurat în perioada 26 iulie - 7 august 1996 la  Atlanta, Statele Unite ale Americii. Au fost 44 de probe sportive, în care au concurat 2053 de sportivi, din 191 de țări.

## Centennial Olympic Stadium
Probele au avut loc pe Centennial Olympic Stadium. Acesta a fost construit special pentru Jocurile Olimpice de vară din 1996.

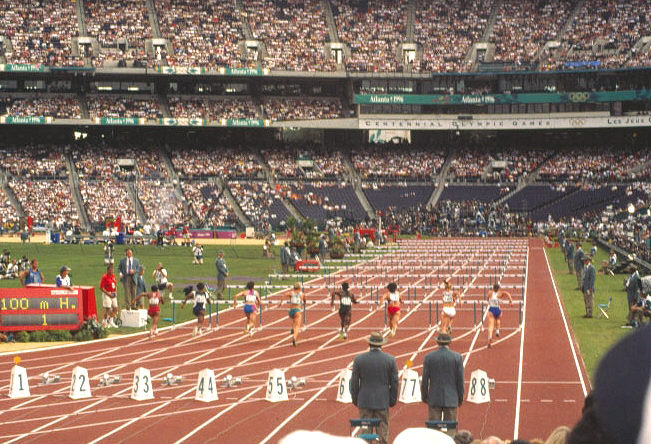
Centennial Olympic Stadium

## Probe sportive

### Masculin
| Event                        | Aur | Aur         | Argint | Argint   | Bronz | Bronz    |
| 100 m detalii                | Donovan Bailey (CAN)                                                                                             | 9,84 RM     | Frankie Fredericks (NAM)                                                                                           | 9,89     | Ato Boldon (TRI) | 9,90     |
| 200 m detalii                | Michael Johnson (USA)                                                                                            | 19,32 RM    | Frankie Fredericks (NAM)                                                                                           | 19,68 RA | Ato Boldon (TRI) | 19,80    |
| 400 m detalii                | Michael Johnson (USA)                                                                                            | 43,49 RO    | Roger Black (GBR)                                                                                                  | 44,41    | Davis Kamoga (UGA)                                                                                                  | 44,53    |
| 800 m detalii                | Vebjørn Rodal (NOR)                                                                                              | 1:42,58 RO  | Hezekiél Sepeng (RSA)                                                                                              | 1:42,74  | Fred Onyancha (KEN)                                                                                                 | 1:42,79  |
| 1500 m detalii               | Noureddine Morceli (ALG)                                                                                         | 3:35,78     | Fermín Cacho (ESP)                                                                                                 | 3:36,40  | Stephen Kipkorir (KEN)                                                                                              | 3:36,72  |
| 5000 m detalii               | Vénuste Niyongabo (BDI)                                                                                          | 13:07,96    | Paul Bitok (KEN)                                                                                                   | 13:08,16 | Khalid Boulami (MAR)                                                                                                | 13:08,37 |
| 10.000 m detalii             | Haile Gebrselassie (ETH)                                                                                         | 27:07,34 RO | Paul Tergat (KEN)                                                                                                  | 27:08,17 | Salah Hissou (MAR)                                                                                                  | 27:24,67 |
| 110 m garduri detalii        | Allen Johnson (USA)                                                                                              | 12,95 RO    | Mark Crear (USA)                                                                                                   | 13,09    | Florian Schwarthoff (GER)                                                                                           | 13,17    |
| 400 m garduri detalii        | Derrick Adkins (USA)                                                                                             | 47,54       | Samuel Matete (ZAM)                                                                                                | 47,78    | Calvin Davis (USA)                                                                                                  | 47,96    |
| 3.000 m obstacole detalii    | Joseph Keter (KEN)                                                                                               | 8:07,12     | Moses Kiptanui (KEN)                                                                                               | 8:08,33  | Alessandro Lambruschini (ITA)                                                                                       | 8:11,28  |
| 4×100 m detalii              | Canada (CAN) · Robert Esmie · Glenroy Gilbert · Bruny Surin · Donovan Bailey · Carlton Chambers*                 | 37,69       | Statele Unite ale Americii (USA) · Jon Drummond · Tim Harden · Michael Marsh · Dennis Mitchell · Tim Montgomery*   | 38,05    | Brazilia (BRA) · Arnaldo da Silva · Robson da Silva · Édson Ribeiro · André da Silva                                | 38,41    |
| 4×400 m detalii              | Statele Unite ale Americii (USA) · LaMont Smith · Alvin Harrison · Derek Mills · Anthuan Maybank · Jason Rouser* | 2:55,99     | Marea Britanie (GBR) · Iwan Thomas · Jamie Baulch · Mark Richardson · Roger Black · Mark Hylton* · Du'aine Ladejo* | 2:56,60  | Jamaica (JAM) · Michael McDonald · Greg Haughton · Roxbert Martin · Davian Clarke · Dennis Blake* · Garth Robinson* | 2:59,42  |
| Maraton detalii              | Josia Thugwane (RSA)                                                                                             | 2:12:36     | Lee Bong-Ju (KOR)                                                                                                  | 2:12:39  | Erick Wainaina (KEN)                                                                                                | 2:12:44  |
| 20 km marș detalii           | Jefferson Pérez (ECU)                                                                                            | 1:20:07     | Ilia Markov (RUS)                                                                                                  | 1:20:16  | Bernardo Segura (MEX)                                                                                               | 1:20:23  |
| 50 km marș detalii           | Robert Korzeniowski (POL)                                                                                        | 3:43:30     | Mihail Șcennikov (RUS)                                                                                             | 3:43:36  | Valentí Massana (ESP)                                                                                               | 3:44:19  |
| Săritura în înălțime detalii | Charles Austin (USA)                                                                                             | 2,39 m RO   | Artur Partyka (POL)                                                                                                | 2,37 m   | Steve Smith (GBR)                                                                                                   | 2,35 m   |
| Săritura cu prăjina detalii  | Jean Galfione (FRA)                                                                                              | 5,92 m      | Igor Trandenkov (RUS)                                                                                              | 5,92 m   | Andrei Tivontchik (GER)                                                                                             | 5,92 m   |
| Săritura în lungime detalii  | Carl Lewis (USA)                                                                                                 | 8,50 m      | James Beckford (JAM)                                                                                               | 8,29 m   | Joe Greene (USA) | 8,24 m   |
| Triplusalt detalii           | Kenny Harrison (USA)                                                                                             | 18,09 m RO  | Jonathan Edwards (GBR)                                                                                             | 17,88 m  | Yoelbi Quesada (CUB)                                                                                                | 17,44 m  |
| Aruncarea greutății detalii  | Randy Barnes (USA)                                                                                               | 21,62 m     | John Godina (USA)                                                                                                  | 20,79 m  | Oleksandr Bagaci (UKR)                                                                                              | 20,75 m  |
| Aruncarea discului detalii   | Lars Riedel (GER)                                                                                                | 69,40 m     | Vladimir Dubrovșcik (BLR)                                                                                          | 66,60 m  | Vasil Kapțiuh (BLR)                                                                                                 | 65,80 m  |
| Aruncarea ciocanului detalii | Balázs Kiss (HUN)                                                                                                | 81,24 m     | Lance Deal (USA)                                                                                                   | 81,12 m  | Oleksandr Krîkun (UKR)                                                                                              | 80,02 m  |
| Aruncarea suliței detalii    | Jan Železný (CZE)                                                                                                | 88,16 m     | Steve Backley (GBR)                                                                                                | 87,44 m  | Seppo Räty (FIN) | 86,98 m  |
| Decatlon detalii             | Dan O'Brien (USA)                                                                                                | 8824        | Frank Busemann (GER)                                                                                               | 8706     | Tomáš Dvořák (CZE)                                                                                                  | 8664     |

* Atletul a participat în etapele calificatorii, dar nu și în finală

### Feminin
| Probă sportivă               | Aur | Aur         | Argint | Argint   | Bronz | Bronz        |
| 100 m detalii                | Gail Devers (USA) | 10,94       | Merlene Ottey (JAM)                                                                                           | 10,94    | Gwen Torrence (USA) | 10,96        |
| 200 m detalii                | Marie-José Pérec (FRA)                                                                                                   | 22,12       | Merlene Ottey (JAM)                                                                                           | 22,24    | Mary Onyali (NGR) | 22,38        |
| 400 m detalii                | Marie-José Pérec (FRA)                                                                                                   | 48,25 RO    | Cathy Freeman (AUS)                                                                                           | 48,63    | Falilat Ogunkoya (NGR)                                                                                                  | 49,10        |
| 800 m detalii                | Svetlana Masterkova (RUS)                                                                                                | 1:57,73     | Ana Fidelia Quirot (CUB)                                                                                      | 1:58,11  | Maria de Lurdes Mutola (MOZ)                                                                                            | 1:58,71      |
| 1500 m detalii               | Svetlana Masterkova (RUS)                                                                                                | 4:00,83     | Gabriela Szabo (ROU)                                                                                          | 4:01,54  | Theresia Kiesl (AUT) | 4:03,02 (NR) |
| 5000 m detalii               | Wang Junxia (CHN) | 14:59,88 RO | Pauline Konga (KEN)                                                                                           | 15:03,49 | Roberta Brunet (ITA) | 15:07,52     |
| 10.000 m detalii             | Fernanda Ribeiro (POR)                                                                                                   | 31:01,63 RO | Wang Junxia (CHN)                                                                                             | 31:02,59 | Gete Wami (ETH) | 31:06,65     |
| 100 m garduri detalii        | Ludmila Engquist (SWE)                                                                                                   | 12,58       | Brigita Bukovec (SLO)                                                                                         | 12,59    | Patricia Girard (FRA)                                                                                                   | 12,65        |
| 400 m garduri detalii        | Deon Hemmings (JAM) | 52,82 RO    | Kim Batten (USA)                                                                                              | 53,08    | Tonja Buford-Bailey (USA)                                                                                               | 53,22        |
| 4×100 m detalii              | Statele Unite ale Americii (USA) · Chryste Gaines · Gail Devers · Inger Miller · Gwen Torrence · Carlette Guidry*        | 41,95       | Bahamas (BAH) · Eldece Clarke · Chandra Sturrup · Savatheda Fynes · Pauline Davis-Thompson · Debbie Ferguson* | 42,14    | Jamaica (JAM) · Michelle Freeman · Juliet Cuthbert · Nikole Mitchell · Merlene Ottey · Gillian Russell* · Andria Lloyd* | 42,24        |
| 4×400 m detalii              | Statele Unite ale Americii (USA) · Rochelle Stevens · Maicel Malone-Wallace · Kim Graham · Jearl Miles · Linetta Wilson* | 3:20,91     | Nigeria (NGR) · Olabisi Afolabi · Fatima Yusuf · Charity Opara · Falilat Ogunkoya                             | 3:21,04  | Germania (GER) · Uta Rohländer · Linda Kisabaka · Anja Rücker · Grit Breuer                                             | 3:21,14      |
| Maraton detalii              | Fatuma Roba (ETH) | 2:26:05     | Valentina Egorova (RUS)                                                                                       | 2:28:05  | Yuko Arimori (JPN) | 2:28:39      |
| 10 km marș detalii           | Elena Nikolaeva (RUS) | 41:49 RO    | Elisabetta Perrone (ITA)                                                                                      | 42:12    | Wang Yan (CHN) | 42:19        |
| Săritura în înălțime detalii | Stefka Kostadinova (BUL)                                                                                                 | 2,05 m      | Niki Bakoyianni (GRE)                                                                                         | 2,03 m   | Inha Babakova (UKR) | 2,01 m       |
| Săritura în lungime detalii  | Chioma Ajunwa (NGR) | 7,12 m      | Fiona May (ITA)                                                                                               | 7,02 m   | Jackie Joyner-Kersee (USA)                                                                                              | 7,00 m       |
| Triplusalt detalii           | Inesa Kraveț (UKR) | 15,33 m RO  | Inna Lasovskaia (RUS)                                                                                         | 14,98 m  | Šárka Kašpárková (CZE)                                                                                                  | 14,98 m      |
| Aruncarea greutății detalii  | Astrid Kumbernuss (GER)                                                                                                  | 20,56 m     | Sui Xinmei (CHN)                                                                                              | 19,88 m  | Irina Hudoroșkina (RUS)                                                                                                 | 19,35 m      |
| Aruncarea discului detalii   | Ilke Wyludda (GER) | 69,66 m     | Natalia Sadova (RUS)                                                                                          | 66,48 m  | Elina Zverava (BLR) | 65,64 m      |
| Aruncarea suliței detalii    | Heli Rantanen (FIN) | 67,94 m     | Louise McPaul (AUS)                                                                                           | 65,54 m  | Trine Hattestad (NOR)                                                                                                   | 64,98 m      |
| Heptatlon detalii            | Ghada Shouaa (SYR) | 6780        | Natalia Sazanovici (BLR)                                                                                      | 6563     | Denise Lewis (GBR) | 6489         |

* Atleta a participat în etapele calificatorii, dar nu și în finală

## Clasament pe medalii
| Loc   | Țară                       | Aur | Argint | Bronz | Total |
| ----- | -------------------------- | --- | ------ | ----- | ----- |
| 1     | Statele Unite ale Americii | 13  | 5      | 5     | 23    |
| 2     | Rusia                      | 3   | 6      | 1     | 10    |
| 3     | Germania                   | 3   | 1      | 3     | 7     |
| 4     | Franța                     | 3   | 0      | 1     | 4     |
| 5     | Etiopia                    | 2   | 0      | 1     | 3     |
| 6     | Canada                     | 2   | 0      | 0     | 2     |
| 7     | Kenya                      | 1   | 4      | 3     | 8     |
| 8     | Jamaica                    | 1   | 3      | 2     | 6     |
| 9     | China                      | 1   | 2      | 1     | 4     |
| 10    | Nigeria                    | 1   | 1      | 2     | 4     |
| 11    | Polonia                    | 1   | 1      | 0     | 2     |
| 11    | Africa de Sud              | 1   | 1      | 0     | 2     |
| 13    | Ucraina                    | 1   | 0      | 3     | 4     |
| 14    | Cehia                      | 1   | 0      | 2     | 3     |
| 15    | Finlanda                   | 1   | 0      | 1     | 2     |
| 15    | Norvegia                   | 1   | 0      | 1     | 2     |
| 17    | Algeria                    | 1   | 0      | 0     | 1     |
| 17    | Bulgaria                   | 1   | 0      | 0     | 1     |
| 17    | Burundi                    | 1   | 0      | 0     | 1     |
| 17    | Ecuador                    | 1   | 0      | 0     | 1     |
| 17    | Ungaria                    | 1   | 0      | 0     | 1     |
| 17    | Portugalia                 | 1   | 0      | 0     | 1     |
| 17    | Suedia                     | 1   | 0      | 0     | 1     |
| 17    | Siria                      | 1   | 0      | 0     | 1     |
| 25    | Marea Britanie             | 0   | 4      | 2     | 6     |
| 26    | Belarus                    | 0   | 2      | 2     | 4     |
| 26    | Italia                     | 0   | 2      | 2     | 4     |
| 28    | Australia                  | 0   | 2      | 0     | 2     |
| 28    | Namibia                    | 0   | 2      | 0     | 2     |
| 30    | Cuba                       | 0   | 1      | 1     | 2     |
| 30    | Spania                     | 0   | 1      | 1     | 2     |
| 32    | Bahamas                    | 0   | 1      | 0     | 1     |
| 32    | Grecia                     | 0   | 1      | 0     | 1     |
| 32    | Coreea de Sud              | 0   | 1      | 0     | 1     |
| 32    | România                    | 0   | 1      | 0     | 1     |
| 32    | Slovenia                   | 0   | 1      | 0     | 1     |
| 32    | Zambia                     | 0   | 1      | 0     | 1     |
| 38    | Maroc                      | 0   | 0      | 2     | 2     |
| 38    | Trinidad și Tobago         | 0   | 0      | 2     | 2     |
| 40    | Austria                    | 0   | 0      | 1     | 1     |
| 40    | Brazilia                   | 0   | 0      | 1     | 1     |
| 40    | Japonia                    | 0   | 0      | 1     | 1     |
| 40    | Mexic                      | 0   | 0      | 1     | 1     |
| 40    | Mozambic                   | 0   | 0      | 1     | 1     |
| 40    | Uganda                     | 0   | 0      | 1     | 1     |
| Total | Total                      | 44  | 44     | 44    | 132   |